# Gordon Dunn
Gordon Dunn (Gordon Glover Dunn; * 16. April 1912 in Portland, Oregon; † 26. Juli 1964 in San Francisco) war ein US-amerikanischer Diskuswerfer.
1936 gewann er den US-Ausscheidungskampf für die Olympischen Spiele in Berlin, bei denen er mit 49,36 m die Silbermedaille hinter seinem Landsmann Ken Carpenter (50,48 m) und vor dem Italiener Giorgio Oberweger (49,23 m) gewann.
1934 wurde er, für die Stanford University startend, NCAA-Meister. Dreimal wurde er nationaler Vizemeister im Diskuswurf (1934–1936) und zweimal im Kugelstoßen (1933, 1935).
Von 1949 bis 1957 war er Bürgermeister von Fresno.

## Persönliche Bestleistungen
- Kugelstoßen: 15,94 m, 17. April 1934, Palo Alto
- Diskuswurf: 52,25 m, 22. Mai 1936, Compton